# Alenquer (Santo Estêvão e Triana)
Alenquer (Santo Estêvão e Triana) (oficialmente: União das Freguesias de Alenquer (Santo Estêvão e Triana)) é uma freguesia portuguesa do município de Alenquer, com 50,08 km² de área e 12 026 habitantes (censo de 2021). A sua densidade populacional é 240,1 hab./km².

## História
Foi constituída em 2013, no âmbito de uma reforma administrativa nacional, pela agregação das antigas freguesias de Santo Estêvão e Triana com sede em Santo Estevão.

## Demografia
A população registada nos censos foi:
| Distribuição da População por Grupos Etários | Distribuição da População por Grupos Etários | Distribuição da População por Grupos Etários | Distribuição da População por Grupos Etários | Distribuição da População por Grupos Etários | Distribuição da População por Grupos Etários |
| -------------------------------------------- | -------------------------------------------- | -------------------------------------------- | -------------------------------------------- | -------------------------------------------- | -------------------------------------------- |
| Antes da agregação                           |                                              |                                              |                                              |                                              |                                              |
| Ano                                          | 0-14 anos                                    | 15-24 anos                                   | 25-64 anos                                   | >= 65 anos                                   | Total                                        |
| 2001                                         | 1381                                         | 1099                                         | 4935                                         | 1455                                         | 8870                                         |
| 2011                                         | 1917                                         | 1049                                         | 6096                                         | 1759                                         | 10821                                        |
| Após a agregação                             |                                              |                                              |                                              |                                              |                                              |
| Ano                                          | 0-14 anos                                    | 15-24 anos                                   | 25-64 anos                                   | >= 65 anos                                   | Total                                        |
| 2021                                         | 1973                                         | 1393                                         | 6570                                         | 2090                                         | 12026                                        |